# Borghese (famiglia piemontese)
I Borghese o Borghesi sono una nobile famiglia piemontese, tra le principali casate torinesi del Basso Medioevo, appartenente alla compagine nobiliare dei Della Rovere, Beccuti e Gorzano, successivamente passata in Napoli.

## Storia
Antico casato di probabile derivazione patrizia astigiana, tra i più illustri della città di Torino (tra i pochi ammessi agli ospizi e alberghi cittadini ed il cui palazzo ospitò il consiglio comunale), secondo l’araldista e genealogista Goffredo di Crollalanza, assieme alle famiglie Beccuti, Gorzano e della Rovere, i Borghese godevano del privilegio civico di portare una delle aste del baldacchino durante la processione del Corpus Domini e in altre solenni cerimonie religiose e civiche.
Un membro della famiglia, Ardizzone Borghese, è documentato nel 1216 come appartenente a questo lignaggio, attivo nelle opere pubbliche, promuovendo l’edificazione di un ponte sulla Stura e di una chiesa.  Un altro Ardizzone, nel 1257, acquistò beni dalla chiesa di San Secondo per la somma di 63 soldi. 
Nel 1344, la famiglia fu coinvolta nelle tensioni tra le principali casate torinesi: i Borghese, con i Della Rovere e i Beccuti costituivano una fazione opposta a quella dei Sili e dei Zucca, provocando disordini nella vita politica della città. Nel 1345, Borghesino Borghese ricevette l’investitura, da parte di Giacomo di Savoia-Acaia, della metà di due porzioni del castello di Altessano, odierna ubicazione della Reggia di Venaria Reale, che aveva precedentemente acquistato dalla famiglia Bardi.  Nel 1352, Stefano Borghese risulta tra i creditori del Comune per un prestito di 70 fiorini, il cui pagamento fu deliberato con atto consiliare.
Anche in campo religioso e giuridico, membri della famiglia godettero di prestigio: Ardizzone Borghese fu raccomandato dal Comune al pontefice per l’assegnazione dell’abbazia di Stura e Galvagno Borghese, fu noto per la sua attività di giureconsulto, godendo di alta considerazione nel campo del diritto.
Il casato nel corso dei secoli si diramò in Lione ed in Napoli.